# (24096) 1999 VQ2
(24096) 1999 VQ2 est un astéroïde de la ceinture principale d'astéroïdes découvert en 1999.

## Description
(24096) 1999 VQ2 a été découvert le 5 novembre 1999 à l'High Point, une ville de Caroline du Nord aux États-Unis, par Dennis K. Chesney.

### Caractéristiques orbitales
L'orbite de cet astéroïde est caractérisée par un demi-grand axe de 2,33 UA, un périhélie de 2,17 UA, une excentricité de 0,07 et une inclinaison de 7,49° par rapport à l'écliptique. Du fait de ces caractéristiques, à savoir un demi-grand axe compris entre 2 et 3,2 UA et un périhélie supérieur à 1,666 UA, il est classé, selon la JPL Small-Body Database, comme objet de la ceinture principale d'astéroïdes.

### Caractéristiques physiques
(24096) 1999 VQ2 a une magnitude absolue (H) de 14,0 et un albédo estimé à 0,181.